# European Synchrotron Radiation Facility
European Synchrotron Radiation Facility är en multinationell forskningsanläggning i  Grenoble. ESRF grundades den 12 januari 1989 av länderna Belgien, Danmark, Finland, Frankrike, Italien, Nederländerna, Norge, Schweiz, Spanien, Storbritannien, Sverige och Tyskland. Anläggningen är byggd där floderna Isère och Drac flyter samman. Synkrotronen, en sorts elektronmikroskop, var färdigt att tas i drift av forskare i början av år 1994 och har en omkrets på 850 meter.
År 2009 anslöts sju länder till samarbetet: Israel, Polen, Portugal, Slovakien, Tjeckien, Ungern och Österrike.